# フレッド・デイビッド
フリードリヒ・ヴィルヘルム・“フレッド”・デイヴィッドは、オーストリア系ユダヤ人で、第二次世界大戦中のオーストラリアの航空機産業で最も重要な航空機設計者である。第二次世界大戦の航空機の設計者として、連合国と枢軸国の両陣営で働いた数少ない人物である。デイヴィッドの携わった最も有名な航空機は、太平洋戦争中にオーストラリア空軍が使用したコモンウェルス・エアクラフト社（CAC）CACブーメランである。
デイビッドは1939年にオーストリア系ユダヤ人難民としてオーストラリアに到着した直後、敵側の外国人に該当するとして、オーストラリアの入国管理局に拘留され、地元の警察署に毎週出頭しなければならなかった。デイビッドはナチス以前のドイツでハインケル、日本では三菱と愛知航空に勤務し、ハインケルHe112や三菱九六式艦上戦闘機と愛知九九式急降下爆撃機の設計へ貢献していた。 
デイビッドは戦争中、いくつかのプロジェクトに携わった。最も技術的に進んだ航空機は、CAC CA-15カンガルー戦闘機であるが、試作のみで終わった。このプロジェクトはCACブーメランの速度の限界を克服するために1943年初頭に委託されたが、試作機が初飛行したのは1946年3月になってからだった。 スピットファイアやマスタングの最高速度と上昇率を超えていたにもかかわらず、ジェット機時代の幕開けとともに時代遅れになっていた。
戦後、フレッド・デイビッドはオーストラリア政府の研究機関で航空力学の専門家として勤めた。この役職は、オーストラリア海軍、英国海軍、チリ海軍、ブラジル海軍が使用する対潜水艦ミサイルを設計したイカラ（ミサイル）プロジェクトのチームリーダーへと発展した。
- コモンウェルス・エアクラフト社（CAC）
- CACブーメラン
- CAC ウーメラ
- CAC ウィラウェイ
- CAC ワケット（英語版）
- CAC CA-15
- オーストラリア空軍の航空機一覧
- オーストラリア航空研究所
- イカラ (ミサイル) (en)